# Phare Skyros
Le phare Skyros, officiellement appelé phare Lithári, est situé au Cap Lithári sur l'île Skyros en Grèce. Il est achevé en 1894.

## Caractéristiques
Le phare est une tour cylindrique, en pierre, dont la lanterne est de couleur blanche, le dôme de celle-ci est de couleur verte. Il s'élève à 96 mètres ou 85 mètres au-dessus de la mer Égée.

## Codes internationaux
- ARLHS[3] : GRE-092
- NGA : 16444
- Admiralty[4] : E 4454

## Source
(en) [PDF] List of lights radio aids and fog signals - 2011 - The west coasts of Europe and Africa, the mediterranean sea, black sea an Azovskoye more (sea of Azov) (la liste des phares de l'Europe, selon la National Geospatial - Intelligence Agency)- Version 2011 - National Geospatial - Intelligence Agency